# Helge Löfstedt
Helge Karl Oskar Löfstedt, född 2 juli 1940 i Linde församling i Gotlands län, död 30 maj 2024 i Danderyds distrikt i Stockholms län, var en svensk ingenjör.

## Biografi
Löfstedt blev reservofficer vid Gotlands regemente 1965 och kapten i reserven 1967. Han tog civilingenjörsexamen i teknisk fysik vid Kungliga Tekniska högskolan i Stockholm 1967 och var därefter verksam vid Försvarets forskningsanstalt (FOA), sedermera Totalförsvarets forskningsinstitut (FOI), åren 1967–2007, från 1974 som avdelningsdirektör och 1991–1997 som överingenjör. Under 1970-talet var han tillika chef för analysgrupper i Arméstaben och Försvarsstaben. Åren 1997–2007 var han projektledare för FOI:s stöd till Försvarsdepartementet avseende analys av vidmakthållande och återtagande av försvarsförmåga.
Helge Löfstedt invaldes 1994 som ledamot av Kungliga Krigsvetenskapsakademien.